# Frederik Carl Christian Hansen (arkitekt)
 Der er flere personer med dette navn, se Frederik Carl Christian Hansen (læge).
Frederik Carl Christian Hansen, kendt som F.C.C. Hansen (8. februar 1858 i Thisted – 18. november 1923 i Sorø) var en dansk historicistisk arkitekt.
F.C.C. Hansen var søn af Landstingsmand, justitsråd, branddirektør C.A.H. Hansen og Laurentze f. Jørgensen (f. 1819). Efter at have taget realeksamen i Thisted kom han i murerlære i København og gik på Det tekniske Selskabs Skole, hvorfra han i januar 1876 dimitteredes til Kunstakademiet. Han gennemgik dette og fik den 28. juni 1884 afgangsbevis som arkitekt. Samtidig havde han været tegner og konduktør hos H.B. Storck og senere hos J.D. Herholdt i tre år, hvorefter han den 1. august 1886 ansattes af Ministeriet for Kirke- og Undervisning som bygningskonduktør ved Sorø Akademi. Hans virksomhed er dog ikke udelukkende knyttet til Sorø, hvor han foretog forskellige om- og nybygninger; han har for H.B. Storck ledet restaureringen af Bjernede Kirke og selv bygget rådhuset og realskolen i Frederikssund, tekniske skoler i Sorø og Ringsted, rådhuset i Skælskør, et casino i Slagelse m.m. Han medvirkede på Rådhusudstillingen i København 1901.
Den 28. december 1889 ægtede han Thora Blichert (f. 1865), datter af rektor ved Sorø Akademi Peder Knudsen Blichert (1828-1894) og Amalie f. Wøldike (f. 1832).

## Værker

### Som konduktør forH.B. Storck
- Opførelse af Landmandsbanken, Frederiksborggade 11, København (1881-83)
- Restaurering af Bjernede Kirke (1890-92)

### ISorø
- Teknisk Skole (1888-89)
- Husholdningsskole (1897)
- Amtssygehuset (1901-03)
- Alderdomshjem (1910)
- Børneasyl (1910)
- Menighedshuset, Ingemannsvej 5/Saxogade 1 (1910)
- Beboelseshuse
- Deltog i Sorø Klosterkirkes opmåling og restaurering (indtil ca. 1910)
- Ordnede samlingen i Klosterporten
- Udstillingsbygning til Industri- og Landbrugsudstilling i Sorø (1904)
- Tilbygning til Borgerskolen i Sorø (1919)

### Andetsteds
- Frederikssund Rådhus, Frederikssund (1886-87)
- Teknisk Skole, Ringsted (1890-91)
- Ombygning af nordkapel til Stenmagle Kirke (1894)
- Ting- og arresthus, Skælskør (1895-96)
- Restaurering af Vedbygård (fra 1900)
- Epidemihuset, Skælskør (1902)
- Nordruplunds hovedbygning (opført efter brand 1903)
- Ting- og arresthus, Haslev (1905)
- Ting- og arresthust, Faxe (1906)
- Mindesmærke over biskop Peder Madsen (1912, Ruds Vedby Kirkegård)
- Ting- og arresthus, Slagelse (1914-16)
- Casino i Slagelse
- Ligport ved Reerslev Kirke (1918)